# Piazzapulita
Piazzapulita è un programma televisivo settimanale di attualità e approfondimento condotto da Corrado Formigli e in onda su LA7 dal 15 settembre 2011 in prima serata. Dal 7 gennaio 2013 il programma è andato in onda al lunedì.
Con l'inizio della quinta edizione, il programma va in onda di giovedì al posto di Servizio pubblico. Ritorna in onda il lunedì sera nel corso della seconda metà della stagione 2015-2016, per poi passare al giovedì dalla sesta edizione.

## Il programma
Il programma è composto da interviste one-to-one, talk a più ospiti, reportage e inchieste sui principali fatti di attualità nazionale e internazionale
La colonna sonora del programma è stata realizzata da Andrea Guerra.
Il programma è stato prodotto e trasmesso in alta definizione sul canale LA7 HD (LCN 507) a 1080i.
Nella prima edizione, la puntata si concludeva con un telespettatore del programma invitato in studio a dire ciò di cui vorrebbe fare "piazza pulita".
A partire dalla puntata del 3 novembre 2011 fino al termine della prima edizione ha collaborato al programma Ambra Angiolini.

## Edizioni
| Edizione | Inizio            | Fine           | Puntate | Conduzione       | Telespettatori | Share | Fonti |
| -------- | ----------------- | -------------- | ------- | ---------------- | -------------- | ----- | ----- |
| 1ª       | 15 settembre 2011 | 7 giugno 2012  | 39      | Corrado Formigli | 1 247 000      | 5,71% |       |
| 2ª       | 30 agosto 2012    | 17 giugno 2013 | 33      | Corrado Formigli | 1 433 000      | 6,44% |       |
| 3ª       | 9 settembre 2013  | 26 maggio 2014 | 34      | Corrado Formigli | 1 136 000      | 5,00% |       |
| 4ª       | 15 settembre 2014 | 1º giugno 2015 | 37      | Corrado Formigli | 935 000        | 4,25% |       |
| 5ª       | 24 settembre 2015 | 6 giugno 2016  | 36      | Corrado Formigli | 834 000        | 4,01% |       |
| 6ª       | 22 settembre 2016 | 15 giugno 2017 | 38      | Corrado Formigli | 825 000        | 4,30% |       |
| 7ª       | 14 settembre 2017 | 7 giugno 2018  | 39      | Corrado Formigli | 1 031 000      | 5,50% |       |
| 8ª       | 20 settembre 2018 | 20 giugno 2019 | 37      | Corrado Formigli | 1 028 103      | 5,71% |       |
| 9ª       | 19 settembre 2019 | 4 giugno 2020  | 36      | Corrado Formigli | 1 058 523      | 5,39% |       |
| 10ª      | 10 settembre 2020 | 3 giugno 2021  | 35      | Corrado Formigli | 1 044 143      | 5,17% |       |
| 11ª      | 16 settembre 2021 | 16 giugno 2022 | 36      | Corrado Formigli |                |       |       |
| 12ª      | 8 settembre 2022  | 1º giugno 2023 | 35      | Corrado Formigli |                | 5,48% | [ 3 ] |
| 13ª      | 14 settembre 2023 | 13 giugno 2024 | 36      | Corrado Formigli | 802 741        | 5,56% | [ 3 ] |
| 14ª      | 12 settembre 2024 | 12 giugno 2025 | 36      | Corrado Formigli |                |       |       |

### Prima stagione (2011-2012)
La prima edizione è andata in onda dal 15 settembre 2011 al 7 giugno 2012 (senza alcuna sospensione, per favorire la fidelizzazione del pubblico) ogni giovedì in prima serata con la conduzione del giornalista Corrado Formigli: prevedeva inizialmente quaranta puntate, poi ridotte a trentanove per evitare la sovrapposizione con la partita di calcio Italia-Germania a Euro 2012. Di quest'edizione è degna di nota l'intervista in diretta, avvenuta in data 24 maggio 2012, fatta da Formigli all'allora Presidente del Consiglio Mario Monti.

### Seconda stagione (2012-2013)
La seconda edizione è andata in onda dal 30 agosto 2012 al 17 giugno 2013. Dal 7 gennaio 2013 al 17 giugno 2013 il programma viene trasmesso ogni lunedì in prima serata (21.10–24.30) sempre con la conduzione di Corrado Formigli, al posto della storica collocazione de L'Infedele di Gad Lerner, programma che ha definitivamente cessato la messa in onda lunedì 10 dicembre 2012 a causa dei bassi ascolti. La seconda parte di questa edizione, si scontra con il talk-show politico di Rete 4 Quinta Colonna, condotto da Paolo Del Debbio, che in precedenza aveva sempre doppiato gli ascolti dell'undicesima edizione de L'Infedele di Gad Lerner.

#### Crack (2012)
Documentari trasmessi il 16 e 30 novembre, di venerdì in seconda serata.

### Terza stagione (2013-2014)
Andata in onda dal 9 settembre 2013 al 26 maggio 2014, ogni lunedì in prima serata.

### Quarta stagione (2014-2015)
Andata in onda dal 15 settembre 2014 al 1º giugno 2015, sempre di lunedì in prima serata.

#### Crack (2015)
Speciali andati in onda l'8 e 15 giugno.

### Quinta stagione (2015-2016)
Andata in onda dal 24 settembre 2015 al 6 giugno 2016 il giovedì nella prima metà e nella seconda il lunedì sempre in prima serata.

#### Crack (2016)
Puntate trasmesse il 7 gennaio e il 4 luglio.

### Sesta stagione (2016-2017)
Andata in onda dal 22 settembre 2016 al 15 giugno 2017 il giovedì in prima serata.

#### Crack (2017)
Puntate trasmesse il 5 gennaio e il 15 giugno.

### Settima edizione (2017-2018)
Andata in onda dal 14 settembre 2017 al 7 giugno 2018 il giovedì in prima serata, scontrandosi con Quinta colonna dal 16 novembre.

### Ottava edizione (2018-2019)
Andata in onda dal 20 settembre 2018 al 20 giugno 2019 il giovedì in prima serata.

#### Prima io! (2019)
Speciale trasmesso il 20 giugno.

### Nona edizione (2019-2020)
Andata in onda dal 19 settembre 2019 al 4 giugno 2020 il giovedì in prima serata.

#### Corpo a corpo (2020)
Speciale sulla pandemia di COVID-19 trasmesso il 4 giugno e riproposto il 21 febbraio 2021 nel pomeriggio.

### Decima edizione (2020-2021)
Andata in onda dal 10 settembre 2020 al 3 giugno 2021 il giovedì in prima serata.

#### La ricaduta (2020)
Speciale sulla seconda ondata della pandemia di COVID-19 trasmesso il 17 dicembre e riproposto il 21 febbraio 2021 nel pomeriggio.

### Undicesima edizione (2021-2022)
Andata in onda dal 16 settembre 2021 al 16 giugno 2022 il giovedì in prima serata.

#### L'inganno (2021)
Speciale trasmesso il 23 dicembre.

#### L'assedio (2022)
Speciale trasmesso il 9 giugno.

### Dodicesima edizione (2022-2023)
Andata in onda dall'8 settembre 2022 al 1º giugno 2023 il giovedì in prima serata.

#### I fuorilegge (2022)
Speciale trasmesso il 15 dicembre.

#### Vincere (2022)
Speciale trasmesso il 22 dicembre.

#### Fango (2023)
Speciale trasmesso l'8 giugno.

#### L'abisso (2023)
Speciale trasmesso il 15 giugno.

### Tredicesima edizione (2023-2024)
La tredicesima edizione del programma è stata trasmessa dal 14 settembre 2023 al 13 giugno 2024, in onda il giovedì in prima serata. Presenze fisse del programma sono state Michele Serra, che è stato intervistato a giovedì alterni all'inizio della puntata, e Stefano Massini, presente in ogni appuntamento con un monologo dedicato all'attualità. L'ultima puntata, con ospite Elly Schlein e con l'inchiesta di Fanpage su Gioventù Nazionale, ha segnato il record stagionale con 1 229 000 spettatori e il 9,6% di share.

#### Shalom (2023)
Speciale trasmesso il 21 dicembre.

#### Ombre nere (2024)
Speciale trasmesso l'8 febbraio.

#### Il sistema (2024)
Speciale trasmesso il 27 giugno.

### Quattordicesima edizione (2024-2025)
La quattordicesima edizione del programma è in onda dal 12 settembre 2024, trasmessa il giovedì in prima serata. Anche in questa stagione sono confermate le presenze fisse di Michele Serra, intervistato a giovedì alterni , e di Stefano Massini, che propone i suoi monologhi sull’attualità. La puntata del 3 ottobre 2024, che ha avuto come ospite Maria Rosaria Boccia, ha registrato un significativo risultato di ascolti, con 1 222 000 spettatori e 8,8% di share.

#### Amici miei (2024)
Speciale trasmesso il 19 dicembre.

#### Mister X (2025)
Speciale trasmesso il 13 febbraio.

#### I gattopardi (2025)
Speciale trasmesso il 19 giugno.

#### Americani (2025)
Speciale trasmesso il 26 giugno.

## Spin-off del programma

### 100 minuti
Programma d'inchieste in onda da aprile 2024 con la conduzione di Corrado Formigli e Alberto Nerazzini.